# Edith Sitzmann

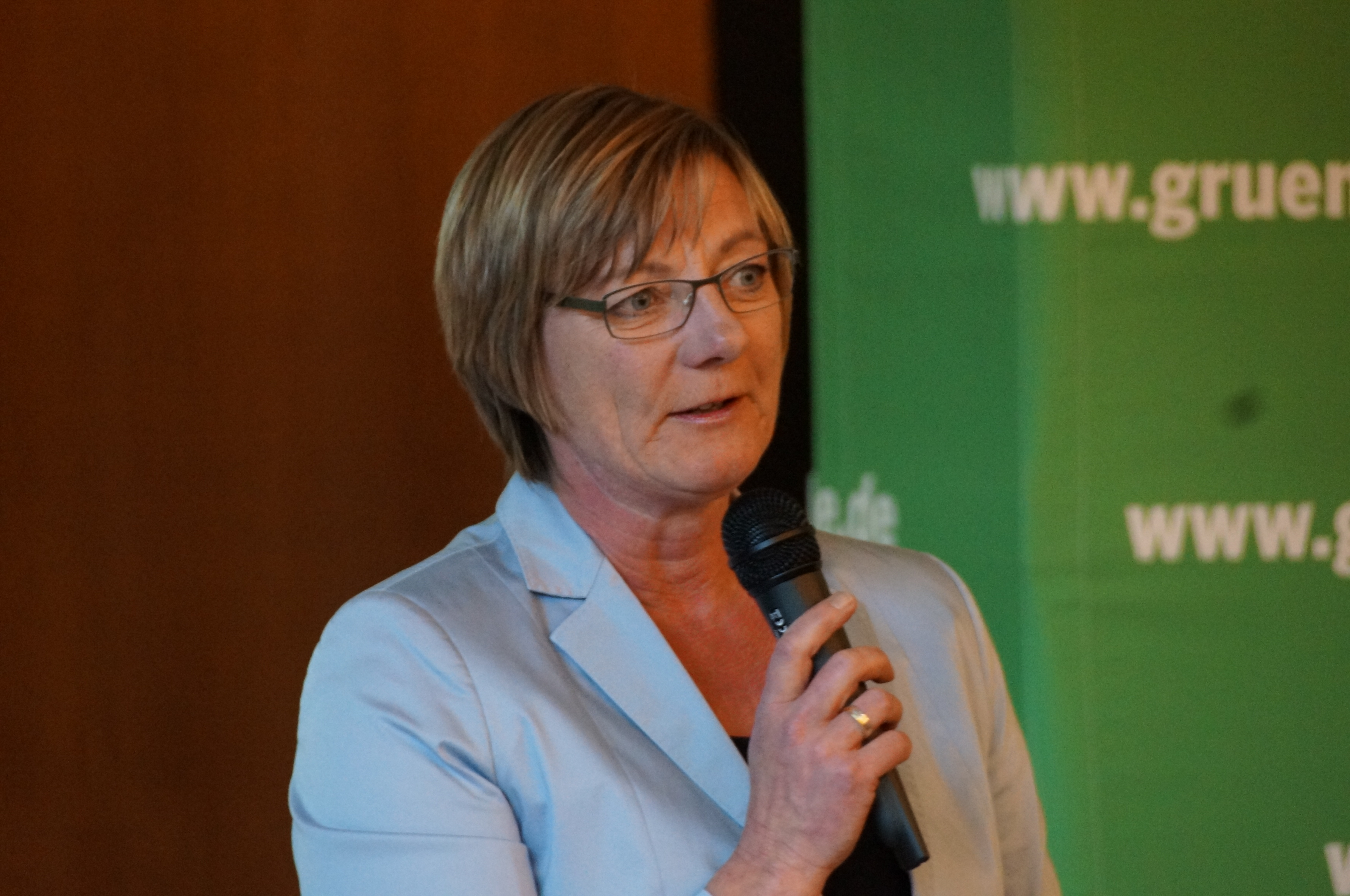
Edith Sitzmann (2016)

Edith Sitzmann (* 4. Januar 1963 in Regensburg) ist eine deutsche Politikerin (Bündnis 90/Die Grünen). Von 2002 bis 2021 war sie Abgeordnete im Landtag von Baden-Württemberg, wo sie den Wahlkreis Freiburg II vertrat. Von 2011 bis 2016 war sie Fraktionsvorsitzende der Grünen Landtagsfraktion und von Mai 2016 bis Mai 2021 Finanzministerin im Kabinett Kretschmann II.

## Leben

### Ausbildung und Beruf
Edith Sitzmann studierte Geschichte und Kunstgeschichte an den Universitäten Freiburg im Breisgau, Regensburg und Heidelberg. 1989 erwarb sie den Studienabschluss Magister artium. Von 1989 bis 1991 war sie als Reiseleiterin tätig und organisierte u. a. Bildungsreisen für amerikanische Schüler. Von 1991 bis 1993 hatte sie das Amt der Geschäftsführerin von Bündnis 90/Die Grünen Freiburg inne. Von 1993 bis 2001 war sie persönliche Referentin des Landtagsabgeordneten Dieter Salomon. Seit 1994 war sie zudem freiberuflich als Moderatorin, Trainerin und Beraterin von Non-Profit-Organisationen tätig. Im Jahr 2001 machte sie sich selbständig.
Edith Sitzmann ist verheiratet.

### Politische Tätigkeit
Seit 1992 ist Edith Sitzmann Mitglied von Bündnis 90/Die Grünen. Von 1993 bis 1994 war sie Mitglied im Kreisvorstand von Bündnis 90/Die Grünen, von 1995 bis 1999 im Länderrat. Von 1995 bis 2000 war sie zudem Mitglied im Vergaberat des Landesökofonds. Von 1994 bis 1998 war sie Anstaltsbeirätin der JVA Freiburg. 1996 und 2001 war sie Ersatzbewerberin für den Landtag von Baden-Württemberg im Wahlkreis Freiburg II. Am 30. August 2002 trat sie für den ausgeschiedenen Abgeordneten Dieter Salomon in den Stuttgarter Landtag ein.
Edith Sitzmann war zwischen 2006 und 2009 stellvertretende Fraktionsvorsitzende. Thematisch war sie als Landtagsabgeordnete für Kultur, Wirtschaft, Arbeitsmarkt und Wohnungsbau zuständig. Sie war Mitglied in der Enquete-Kommission „Demografischer Wandel – Herausforderungen an die Landespolitik“ des Landtags. Im Juni 2009 wurde Edith Sitzmann in den Freiburger Gemeinderat gewählt.
Am 27. März 2011 gewann sie bei der Landtagswahl in Baden-Württemberg 2011 in Baden-Württemberg mit 39,9 % das Direktmandat im Wahlkreis Freiburg II. Von Mai 2011 bis Mai 2016 war Edith Sitzmann Fraktionsvorsitzende der grünen Landtagsfraktion. Bei der Landtagswahl 2016 konnte Edith Sitzmann das Ergebnis noch ausbauen. Mit 40,5 % errang sie erneut das Direktmandat.
Im Mai 2016 wurde Edith Sitzmann zur baden-württembergischen Finanzministerin berufen. Ihr Landtagsmandat übte sie weiterhin aus. Bei der Landtagswahl 2021 kandidierte sie nicht mehr und zog sich anschließend aus der Politik zurück.
2013 wurde sie mit dem Verdienstorden des Landes Baden-Württembergs ausgezeichnet.